# Johannes Georg Bednorz
Johannes Georg Bednorz (sinh 16 tháng 5 năm 1950) là nhà vật lý người Đức đã đoạt Giải Nobel Vật lý năm 1987 (chung với Karl Alexander Müller) cho việc phát hiện tính Siêu dẫn nhiệt độ cao ở vật liệu gốm.

## Cuộc đời và Sự nghiệp
Bednorz sinh tại Neuenkirchen, Nordrhein-Westfalen, Đức, là con của Anton và Elisabeth Bednorz, cả hai người đều xuất xứ từ Silesia.
Ông tốt nghiệp trung học ở trường trung học Martinum tại Emsdetten. Năm 1968, Bednorz bắt đầu học Khoáng vật học ở Đại học Münster (Westfälische Wilhelms-Universität). Sau một thời gian làm việc ở "Phòng thí nghiệm của hãng IBM" tại Zürich, (Thụy Sĩ), ông bắt đầu nghiên cứu để lấy bằng tiến sĩ ở "Phòng thí nghiệm Vật lý chất rắn" của ETH Zürich, dưới sự hướng dẫn của giáo sư Heini Gränicher và Karl Alexander Müller.
In 1982, ông trở lại làm việc ở Phòng thí nghiệm của hãng IBM ở Zürich. Tại đây, ông tham gia nhóm của Müller nghiên cứu về siêu dẫn.
Năm 1983, Bednorz và Müller bắt đầu nghiên cứu có hệ thống các đặc tính điện của gốm được hình thành từ các oxide kim loại chuyển tiếp. Năm 1986, họ đã thành công trong việc gây cảm ứng tính siêu dẫn trong lanthanum barium copper oxide (oxide đồng bari lanthan) (LaBaCuO, cũng gọi là LBCO); điểm tới hạn của oxide (Tc) là 35 K, cao hơn kỷ lục trước đó 12 K. Khám phá này đã khuyến khích rất nhiều nghiên cứu bổ sung trong siêu dẫn nhiệt độ cao trên các vật liệu cuprate với cấu trúc tương tự như LBCO, sớm dẫn đến việc phát hiện ra các hợp chất như Bismuth strontium calcium copper oxide (BSCCO) (Tc 107K) và YBCO (Tc 92K).
Năm 1987, Bednorz và Müller đoạt chung giải Nobel Vật lý "cho công trình đột phá quan trọng của họ trong việc phát hiện ra tính siêu dẫn trong vật liệu gốm".

## Giải thưởng
- Giải Fritz London Memorial (1987)
- Giải Dannie Heineman (1987)
- Giải Robert Wichard Pohl (1987)
- Giải Hewlett-Packard (1988)
- Giải Marcel Benoist (1986)
- Giải Nobel Vật lý (1987) (chung với Karl Alexander Müller)
- Giải Minnie Rosen
- Giải Viktor Mortiz Goldschmidt
- Giải Otto Klung.